# Douglas megye (Wisconsin)
Douglas megye az Amerikai Egyesült Államokban, azon belül Wisconsin államban található. Megyeszékhelye és legnagyobb városa Superior. Lakosainak száma 44 295 fő (2020. április 1.). Douglas megye Burnett, Bayfield, Sawyer, Washburn, Pine, Carlton és Saint Louis megyékkel határos.

## Népesség
A megye népességének változása:
| Lakosok száma | 44 183 | 44 048 | 43 856 | 43 887 | 43 601 | 44 295 |
|               | 2010   | 2011   | 2012   | 2013   | 2015   | 2020   |